# Ортуньо, Антонио
Антонио Ортуньо (исп. Antonio Ortuño, 1976, Гвадалахара) — мексиканский писатель, журналист.

## Биография
Из семьи испанских эмигрантов. Бросил учёбу в университете, зарабатывал частным репетиторством.

## Книги

### Романы
- 2006: Собиратель голов/ El buscador de cabezas, роман (популярная национальная газета Реформа назвала книгу лучшим мексиканским дебютом года; фр. пер. 2008)
- 2007: Людские ресурсы/ Recursos humanos, роман (короткий список премии Эрральде за роман; итал. пер. 2008)
- 2011: Душа/ Ánima, роман
- 2013: La fila india, роман

### Сборники новелл
- 2006: Японский сад/ El jardín japonés
- 2010: La Señora Rojo

## Признание
Британский журнал Гранта в 2010 году включил Ортуньо в число наиболее интересных молодых романистов, пишущих по-испански ().